# علي الرواس
علي الروَّاس (1933ـ 1994 م) ممثل سوري، أحد روَّاد الفنِّ والمسرح العربي السوري، والبيئة الشامية. قدَّم في مسيرته الفنية العديد من المسرحيات والأفلام والمسلسلات والسهَرات التلفازية. وهو من مؤسسي المسرح القومي السوري. ولادته ووفاته في دمشق.

## أعماله
- قلوب دافئة
- عائلة أبو الخير
- أبو كامل ج2
- أشياء تشبه الفرح

- أيام شامية [6]

- بسمة الحزن
- أبو كامل ج1991 - مسلسل (أبو نادر)
- القبضاي بهلول 1990 - مسلسل (مهرب الآثار)
- لك يا شام 1989 - مسلسل
- الدنيا مضحك مبكي 1988 - مسلسل
- حصاد السنين 1985 - مسلسل (أبو كمال)
- المجنون طليقًا 1984 - مسلسل (علي زيدان)
- حارة الملح 1980 - مسلسل (أبو العز)
- رمضان كريم 1979 - مسلسل
- الحكاية الثانية من سيرة بني هلال: الأميرة الخضراء 1978 - مسلسل (حنظلة)
- الحب والشتاء 1977 - مسلسل (مصطفى)
- فوزية 1977 - مسلسل
- غرام المهرج 1976 - فيلم
- أسعد الوراق 1975 - مسلسل
- الاتجاه المعاكس 1975 - فيلم
- المغامرة 1974 - فيلم
- راقصة على الجراح 1974 - فيلم
- الغرباء لا يشربون القهوة 1972 - سهرة تليفازية
- المخدوعون 1972 - فيلم
- حكايا الليل 1972 - مسلسل
- زقاق المايلة 1972 - مسلسل
- حارة القصر 1970 - مسلسل (أبو درويش)[7]

## وفاته
توفي علي الروَّاس بدمشق، عام 1994، عن عمر ناهز إحدى وستين سنة، ودُفن فيها.

## وصلات خارجية
- علي الرواس.. أحد رواد الفن العربي السوري والبيئة الشامية
- علي الرواس: زبَّال حكايا الليل الذي جسَّد السوري المسحوق ورحل بصمت | نجوم رمضان -21
- في الذاكرة الفنان علي الرواس